# Роштени

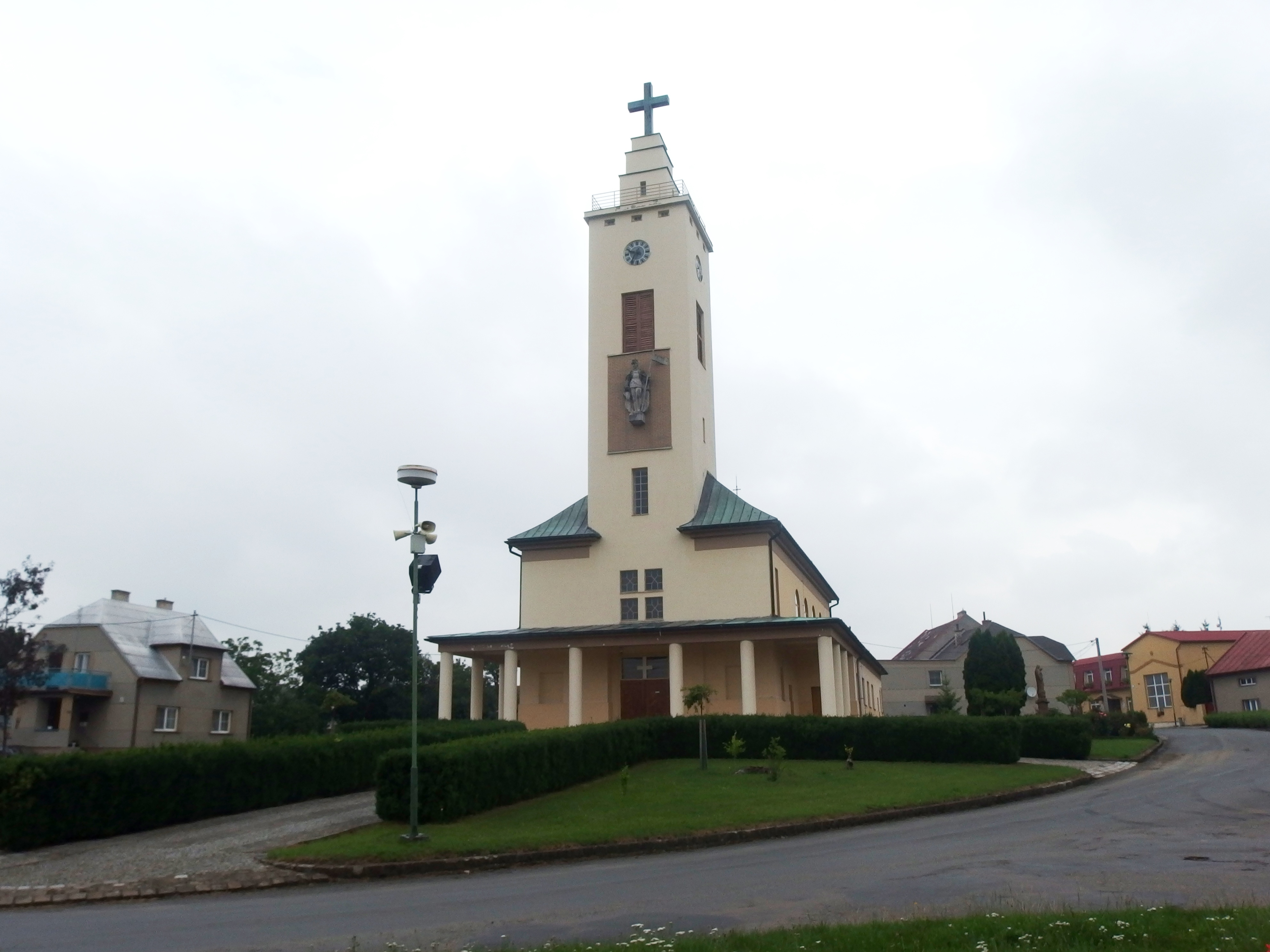
Церковь Святого Флориана

Роштени (чеш. Roštění, нем. Roschtien) — муниципалитет и деревня в Чехии. Он расположен в пяти километрах к северо-западу от Голешова и принадлежит району Кромержиж.

## География
Роштени расположен на западной окраине Подбескидской пахоркатины (Пребескидские холмы) у перехода к Верхнеморавской впадине (Горноморавский увал). Деревня простирается над местом впадения ручья Пацетлуцкий поток в долину Роштенка. На севере возвышается Град (363 м), на северо-востоке Паствиска (318 м), на востоке Каменец (295 м) и на северо-западе Голый копец (360 м).
Соседние деревни: Марианин и Лишна на севере, Замечек, Пацетлуки и Прусиновице на северо-востоке, Борженовице и Голешов на юго-востоке, Вшетулы и Рымице на юге, Бржест на юго-западе, Немчице на западе и Костелец у Голешова и Карловице на северо-западе.

## История
Первое письменное упоминание о деревне относится к 1376 году.

## Достопримечательности
- Церковь Святого Флориана, на южной окраине деревни, построена в 1932-1933 годах.
- Каменный крест, установленный в память об эпидемии холеры 1833 года.
- Ниша-часовня под могучей липой, к юго-востоку от деревни на поле Черне дили.
- Мемориальный камень в память о 22 погибших солдатах Первой мировой войны на площади деревни.
- Памятный камень в честь восьми павших во Второй мировой войне, на площади деревни.